# Hervé Poulain

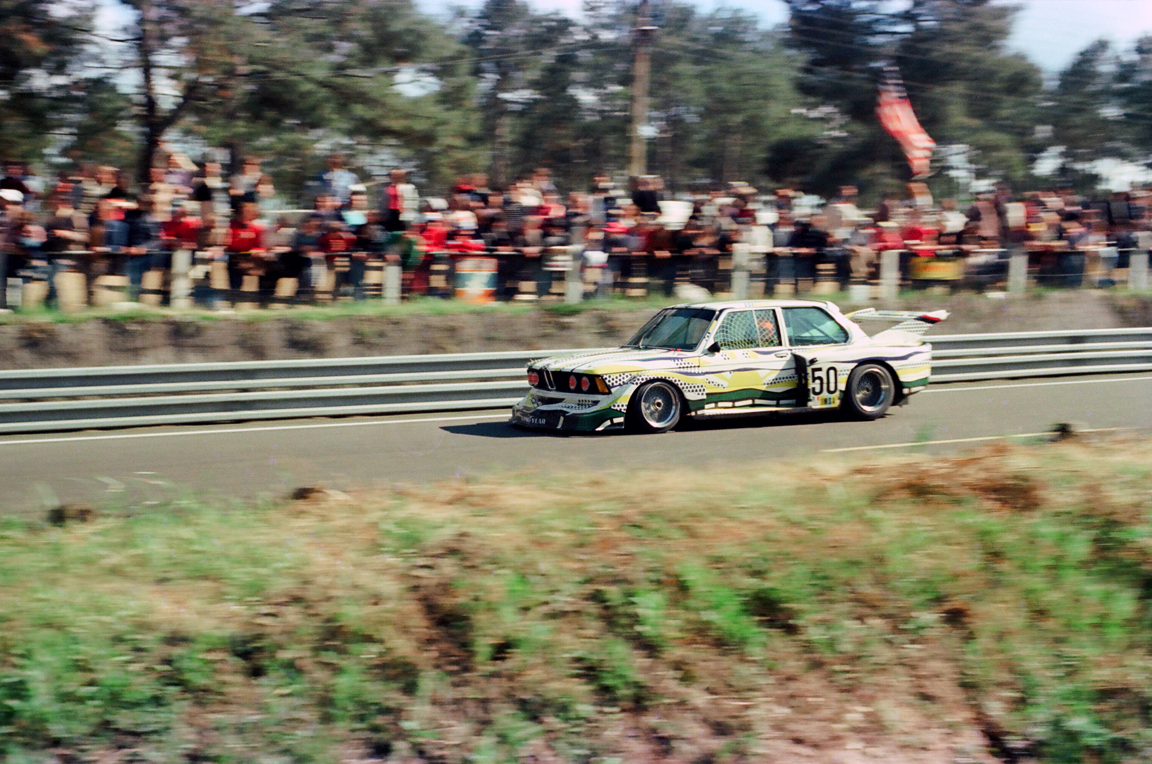
La BMW 320i Gruppo 5 dipinta da Roy Lichtenstein guidata da Hervé Poulain e Marcel Mignot alla 24 ore di Le Mans 24 1977

Hervé Poulain (Avranches, 16 dicembre 1940) è un ex pilota automobilistico, imprenditore e mecenate francese con all'attivo dieci partecipazioni alla 24 ore di Le Mans, tra il 1975 il 1992, nonché fondatore del progetto BMW Art Car e della casa d'aste Artcurial.